# Vaccinium convallariiflorum
Vaccinium convallariiflorum är en ljungväxtart som beskrevs av J.J. Smith. Vaccinium convallariiflorum ingår i Blåbärssläktet, och familjen ljungväxter. Inga underarter finns listade i Catalogue of Life.